# Estación de Talavera de la Reina
Talavera de la Reina es una estación ferroviaria situada en la ciudad española de Talavera de la Reina en la provincia de Toledo, comunidad autónoma de Castilla-La Mancha. Cuenta con servicios de Larga y Media distancia operados por Renfe.

## Situación ferroviaria
Según Adif la estación se encuentra en el punto kilométrico 134,2 de la línea férrea 500 de la red ferroviaria española que une Madrid con Valencia de Alcántara, entre las estaciones de Montearagón y de Oropesa de Toledo, a 372,4 metros de altitud. Este kilometraje se corresponde con el trazado clásico entre Madrid y la frontera portuguesa por Talavera de la Reina y Cáceres. El tramo es de vía única y está sin electrificar.

## Historia
La estación fue inaugurada el 16 de julio de 1876 con la apertura al tráfico del tramo Talavera de la Reina-Torrijos de la línea que pretendía conectar la capital de España con Malpartida de Plasencia buscando así un enlace con la frontera portuguesa más directo al ya existente por Badajoz. Las obras corrieron a cargo de la Compañía del Ferrocarril del Tajo. En 1880 dicha compañía pasó a ser conocida bajo las siglas MCP que aludían al trazado Madrid-Cáceres-Portugal una vez finalizadas las obras de las líneas Madrid-Malpartida, Malpartida-Cáceres y Cáceres-Frontera. A pesar de contar con este importante trazado que tenía en Madrid como cabecera a la estación de Delicias la compañía nunca gozó de buena salud financiera siendo intervenida por el Estado en 1928 quien creó para gestionarla la Compañía Nacional de los Ferrocarriles del Oeste. En 1941, con la nacionalización de la totalidad de la red ferroviaria española la estación pasó a ser gestionada por RENFE. Estuvo proyectada como la estación Inicial (núm. 00) de la línea férrea, no finalizada, de Talavera de la Reina a Villanueva de la Serena en su 1ª Sección de Calera y Chozas a Santa Quiteria.
Desde el 31 de diciembre de 2004 Renfe Operadora explota la línea mientras que Adif es la titular de las instalaciones ferroviarias.

## La estación
Está situada al norte del núcleo urbano. Cuenta con un edificio para viajeros de amplias proporciones y diseño clásico formado por un cuerpo central de dos alturas y dos anexos laterales de planta baja. La gran mayoría de vanos del conjunto están adornados por arcos de medio punto. Dispone de dos andenes, uno lateral y otro central al que acceden tres vías. Otras tres vías carecen de andén.
Dispone de servicio de atención personalizada a clientes de movilidad reducida y venta de billetes en ventanilla

## Servicios ferroviarios

### Media Distancia
En esta estación efectúan parada todos los trenes que cubren los servicios Regional Exprés (antiguamente denominado TRD) y MD de la línea 52 de Media Distancia.
Así pues, desde la estación de Talavera de la Reina hay servicio directo a Sevilla, Badajoz, Cáceres, Mérida, Plasencia, y Madrid entre otras ciudades.
| Línea MD | Trenes             | Origen/Destino          |  | Destino/Origen                                     |  |
| -------- | ------------------ | ----------------------- |  | -------------------------------------------------- |  |
| 52       | MD                 | Madrid-Atocha Cercanías |  | Plasencia Cáceres Mérida Zafra Sevilla-Santa Justa |  |
| 52       | MD Regional Exprés | Madrid-Atocha Cercanias |  | Talavera de la Reina                               |  |
| 52       | Regional Exprés    | Madrid-Atocha Cercanías |  | Plasencia Cáceres                                  |  |